# 山田邦子ワンダフルモーニング
山田邦子ワンダフルモーニング（やまだくにこワンダフルモーニング）は、ニッポン放送で2001年4月2日から2002年9月27日の平日午前に放送されていたバラエティ番組。

## 番組概要
山田邦子は本番組の放送開始以前におなじ時間帯で音楽リクエスト番組『邦ちゃんサクちゃんのワンダフルりくえすと ヤマダ・マイ・ハウス』を担当しており、聴取率も比較的良好だったが、パートナーを務めていた桜庭亮平アナウンサーがリフレッシュ休暇を取得して1年間夕刊フジ編集部に出向したのにともない番組自体をリニューアル。構成は音楽リクエスト番組からバラエティ番組に適したコーナーを追加したものとなり、パートナーはニッポン放送の他のアナウンサーが日替わりで務めていたが、その後、リポーターであった林家たい平を昇格させた。
しかし『山田邦子涙の電話リクエスト』以来10年以上にわたるキャリアのあった山田・桜庭のいわゆる「邦サクコンビ」の解消による影響は予想以上に大きく聴取率は低迷。結局、わずか1年半で番組は終了した。
2002年10月から、『ヤマダ・マイ・ハウス』の開始にあたり『涙の電話リクエスト』を山田から引き継いでいた当時同局アナウンサーの上柳昌彦（当時はひらがなの「うえやなぎまさひこ」名義）がパーソナリティを務める、『うえやなぎまさひこのサプライズ!』が開始された。なお、山田は同時期に始まった夕方のワイド番組『ショウアップナイターニュース』にて日曜日のパーソナリティを務めることになった。
2024年7月15日、ニッポン放送開局70周年特別番組『笑顔にナーレ!』内で『あなたとワンダフルリクエスト』と題して、本番組と『あなたとハッピー!』『邦ちゃんサクちゃんのワンダフルりくえすと ヤマダ・マイ・ハウス』を合体・復活した公開生放送が行われた。パーソナリティは山田と垣花正が務めた。

## 放送時間
- 平日：8:30 - 11:00

## 出演者

### 放送終了時点

#### パーソナリティ
- 山田邦子

#### パートナー
- 林家たい平 - 2001年10月 - 2002年9月

#### リポーター
- 林家たい平（落語家） - 2001年4月 - 2001年9月
- 冨田憲子（当時：ニッポン放送アナウンサー） - 2001年10月 - 2001年12月
- 増田みのり（当時：ニッポン放送アナウンサー） - 2002年1月 - 2002年9月

### 過去
いずれも当時ニッポン放送アナウンサー（煙山のみ現職）
- 月曜：垣花正 - 2001年4月 - 2001年9月
- 火・木曜：那須恵理子 - 2001年4月 - 2001年9月
- 水曜：荘口彰久 - 2001年4月 - 2001年9月
- 金曜：煙山光紀 - 2001年4月 - 2001年9月

## コーナー
- クイズ各駅停車

前番組『邦ちゃんサクちゃんのワンダフルりくえすと ヤマダ・マイ・ハウス』の「各駅停車しりとりリクエスト」のコーナーを踏襲する中継コーナー。次番組の『うえやなぎまさひこのサプライズ!』（2007年9月で放送終了）内の「あおぞらイントロクイズ」の前身企画。南関東地域のJR線や私鉄の駅を日ごとに各駅に追いながら、集まってきた聴取者全員に事前に用意した2択のクイズを出題する。クイズに当たった人の中からその場の抽選で商品やノベルティグッズが当たるというもの。増田が担当時、偶々中継終了後に現場至近で裏番組である『ミュージックプレゼント』（TBSラジオ）の中継をしていた毒蝮三太夫を見に聴取者と一緒に押し掛けたこともある。
- 教えてGⅠ

## テーマ曲
- オープニングテーマ:
- エンディングテーマ:エルトン・ジョン「YOUR SONG」（邦題：僕の歌は君の歌）